# Isgröe
Isgröe (Poa abbreviata) är en gräsart som beskrevs av Robert Brown. Enligt Catalogue of Life ingår Isgröe i släktet gröen och familjen gräs, men enligt Dyntaxa är tillhörigheten istället släktet gröen och familjen gräs. Arten har ej påträffats i Sverige. Inga underarter finns listade i Catalogue of Life.